# Eddy Bembuana-Keve
Eddy Bembuana-Keve (Zaire, 21 de diciembre de 1972) es un exfutbolista de República Democrática del Congo que jugaba en la posición de delantero.

## Carrera

### Club
| Periodo   | Club                   |
| --------- | ---------------------- |
| 1989-1992 | JS MA FC               |
| 1993-1994 | Levallois SC           |
| 1994-1996 | Sprimont Comblain      |
| 1996–1997 | RCS Verviétois         |
| 1997–1999 | KFC Lommel             |
| 1999–2001 | RAA Louviéroise        |
| 2001–2002 | US Avellino            |
| 2002–2003 | KFC Verbroedering Geel |

### Selección nacional
Jugó para República Democrática del Congo en tres partidos de la Copa Africana de Naciones 1998 en Burkina Faso donde anotó un gol en la derrota por 1-2 ante Sudáfrica en las semifinales.